# NGC 919
NGC 919 (również PGC 9267 lub UGC 1894) – galaktyka spiralna (Sab) znajdująca się w gwiazdozbiorze Barana. Odkrył ją Albert Marth 5 września 1864 roku.